# Angus Mac Og

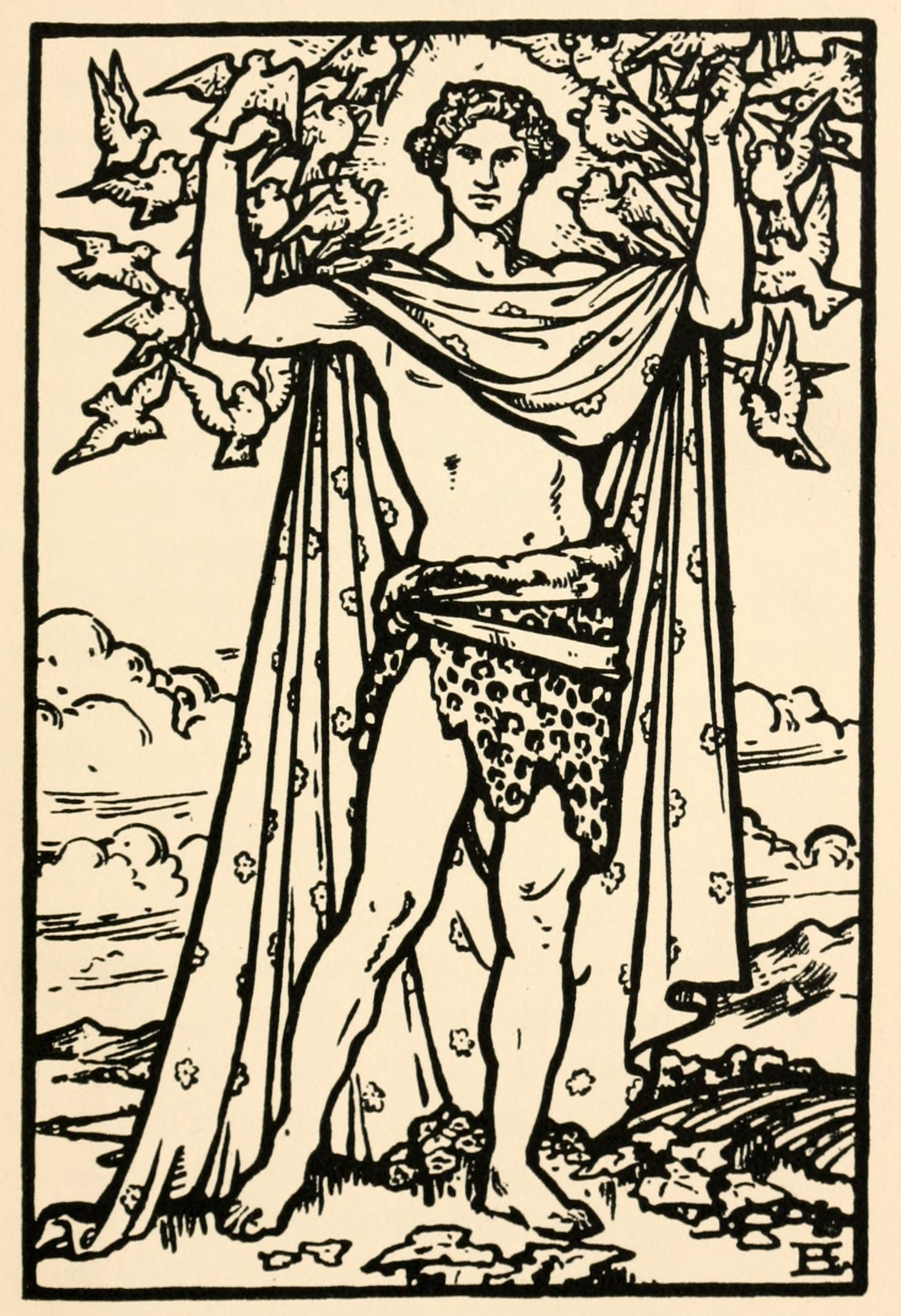
Aengus, ilustração de Beatrice Elvery em Heroes of the Dawn, de Violet Russell (1914)

Angus Mac Oc, também conhecido como Aengus, Cengus, Engus, Oengus, Oenghus, Angus Od, Angus do Brugh, Mac Ind Og, Mac Oc, Mac Og ou Oengus do Bruigh, na mitologia irlandesa, é um deus do amor, divindade protetora dos jovens, da juventude e da beleza. Um Tuatha De Danann, é o filho de Dagda e a deusa do rio, Boann. Nalguns mitos, Danu é mencionado como sua mãe. Como era o costume das crianças reais, foi criado por um pai adotivo, o deus Midir. Angus era uma divindade menor, cujo animal sagrado era o porco.
Numa das versões de seu mito, era músico e tocava uma harpa de ouro que qualquer um que ouvisse se encantava e caia sob o seu feitiço. Nesta versão, dormiu durante todo o inverno e surgiu no alvorecer da primavera. Num sonho, a bela Caer Ibormeith apareceu do Outro mundo e instantaneamente ele se apaixonou. Determinado a tornar seu sonho uma realidade, partiu em busca dela com a ajuda de Bodb, rei do Sidi de Munster. Embora tivesse o dom da eterna juventude, estava doente de amor e ficou gravemente doente durante suas viagens. Por fim, encontrou sua amada, presa por correntes de prata a cento e quarenta e nove outras jovens mulheres, todas na forma de cisnes. Se transformou num cisne e a resgatou. Juntos, enquanto voavam à segurança de seu palácio nos montes de fadas, seu lindo canto de cisne fez todos dormirem por três dias e três noites.
O lado obscuro e obsessivo de Angus foi ilustrado quando raptou a esposa de seu irmão Midir, Etain, mantendo-a envolta em vidro e carregando-a consigo o tempo todo. Nesse sentido, diz-se que Angus, depois de ter ido embora, voltou para descobrir que seu pai, Dagda, não lhe dera um castelo (sidhe), como fez com os outros membros dos Tuatha De Danann. Furioso, expulsou seu pai de sua casa e tomou-a para si. Em outras versões deste mito, Angus expulsou Elcmar, marido de Boann, de Brugh na Boinne, que tornou-se sua residência. Angus foi o resultado de um caso ilícito de Boann com Dagda.

## Descrição física
Em um conto popular tardio registrado na Escócia, a seguinte descrição física é fornecida:
"Então Angus montou em seu corcel branco e cavalgou para o leste ... Ele estava vestido com uma vestimenta de ouro reluzente, e de seus ombros pendia sua túnica real carmesim que o vento levantou e se espalhou em esplendor cintilante por todo o céu."
Então, um bardo compôs a seguinte canção sobre Angus:
Angus veio - o jovem a bela,
O deus de olhos azuis com cabelo dourado - O deus que traz ao mundo,

Esta manhã a promessa da primavera. 